# 拜倫·唐納茲
拜伦·洛厄尔·唐纳兹（英語：Byron Lowell Donalds；1978年10月28日—） 是美国政治家和商人，自 2021 年起担任佛罗里达州國會第19选区的美国代表。他所在的地区服务于佛罗里达州西南部的大部分中心地带，包括珊瑚角、迈尔斯堡、博尼塔斯普林斯、埃斯特罗和那不勒斯。
唐纳兹在布鲁克林Crown Heights出生长大，就读于佛罗里达農工大学，并于 2002 年获得佛罗里达州立大学金融与市场营销理学学士学位。作为一名共和党人，他是茶党运动的成员，并在2012年竞选美国众议院议员失败。唐纳兹于 2016 年至 2020 年代表佛罗里达州众议院第80选区。
唐納茲於2020年首次當選國會議員，擊敗了他的民主黨對手Cindy Banyai。作为美国众议员，他在2020 年总统大选中投票反对认证亚利桑那州和宾夕法尼亚州的选民，并支持廢除2002年授權對伊拉克使用武力決議。
在2023年美国众议院议长选举中，唐纳兹在第四轮、第五轮和第六轮投票中获得了足够的共和党选票，否决了凯文·麦卡锡的议长席位。 